# Taber (district municipal)
Pour les articles homonymes, voir Taber.
Le district municipal de Taber (anglais : Taber) est un district municipal de 6,851 habitants en 2011, situé dans la province d'Alberta, au Canada.

## Communautés et localités
Bourgs
- Taber
- Vauxhall

Villages
- Barnwell

Hameaux
- Enchant
- Grassy Lake
- Hays
- Johnson's Addition
- Purple Springs

Localités
- Antonio
- Armelgra
- Barney
- Cranford
- Elcan
- Fincastle
- Grantham
- Retlaw
- Scope

Autres
- Askow

## Démographie
| 2001  | 2006  | 2011  | 2016  |
| ----- | ----- | ----- | ----- |
| 6 012 | 6 280 | 6 851 | 7 098 |